# لوك نيلسون (لاعب كرة قاعدة)
لوك نيلسون (بالإنجليزية: Luke Nelson)‏ هو لاعب كرة قاعدة أمريكي، ولد في 4 ديسمبر 1893 في Cable, Illinois ‏ في الولايات المتحدة، وتوفي في 14 نوفمبر 1985 في مولين في الولايات المتحدة.

## وصلات خارجية
- لوك نيلسون على موقعبيزبول رفرنس.كوم (الدوري الرئيسي) (الإنجليزية)
- لوك نيلسون على موقعبيزبول رفرنس.كوم (الدوري الثانوي) (الإنجليزية)